# Regionalwahl in der Emilia-Romagna 1985
Die Regionalwahl in der Emilia-Romagna 1985 fand am 12. und 13. Mai statt.

## Wahlergebnis
| Listen            | Listen                                        | Stimmen   | %    | Mandate |
| ----------------- | --------------------------------------------- | --------- | ---- | ------- |
|                   | Partito Comunista Italiano                    | 1.382.913 | 47,0 | 26      |
|                   | Democrazia Cristiana                          | 722.286   | 24,6 | 13      |
|                   | Partito Socialista Italiano                   | 320.809   | 10,9 | 4       |
|                   | Partito Repubblicano Italiano                 | 138.030   | 4,7  | 2       |
|                   | Movimento Sociale Italiano – Destra Nazionale | 125.346   | 4,3  | 2       |
|                   | Partito Socialista Democratico Italiano       | 78.651    | 2,7  | 1       |
|                   | Lista Verde                                   | 67.109    | 2,3  | 1       |
|                   | Partito Liberale Italiano                     | 47.092    | 1,6  | 1       |
|                   | Democrazia Proletaria                         | 33.190    | 1,1  | –       |
|                   | Liga Veneta – Alleanza Italiana Pensionati    | 11.564    | 0,4  | –       |
|                   | Alleanza Italiana Pensionati                  | 5.634     | 0,2  | –       |
|                   | UV – Partito Democratico – UPAP – Ecologia    | 4.815     | 0,2  | –       |
|                   | Partito Nazionale Pensionati                  | 2.261     | 0,1  | –       |
| Gesamt            | Gesamt                                        | 2.939.700 | 100  | 50      |
|                   |                                               |           |      |         |
| Ungültige Stimmen | Ungültige Stimmen                             | 119.954   | 3,9  |         |
| Wähler            | Wähler                                        | 3.059.654 | 94,6 |         |
| Wahlberechtigte   | Wahlberechtigte                               | 3.232.854 |      |         |